# Matthias Giesen
Matthias Giesen (* 1973 in Boppard am Rhein) ist ein deutscher Organist, Musiktheoretiker und Dirigent. Giesen war von 1999 bis 2003 Stiftsorganist an der Bruckner-Orgel sowie von 2003 bis 2017 Stiftskapellmeister bei den Augustiner-Chorherren in St. Florian.

## Leben und Wirken
Giesen studierte von 1993 bis 2001 in Köln und Stuttgart die Fächer kath. Kirchenmusik, Orgel, Musiktheorie und Hörerziehung. Zu seinen Lehrern gehörten die Organisten Clemens Ganz, Johannes Geffert und Bernhard Haas, sowie im Fach Musiktheorie Friedrich Jaecker und Johannes Schild, Dirigieren bei Henning Frederichs. 2001 absolvierte er an der Universität für Musik und Darstellende Kunst Wien den Lehrgang für Tonsatz nach Heinrich Schenker bei Martin Eybl.
Von 2003 bis 2017 wirkte Giesen in St. Florian als Stiftskapellmeister. Noch heute leitet er das Männerensemble Schola Floriana, welches er 1999 gründete. Als Organist spielte Giesen in den letzten zwanzig Jahren weltweit zahlreiche Konzerte.
Von 2003 bis 2019 war Giesen Dozent für Musiktheorie, Analyse und Gehörbildung an der Universität für Musik und Darstellende Kunst Wien. Seit 2019 ist der Professor für Musiktheorie an der Anton-Bruckner-Privatuniversität Linz.
Seit 2006 ist er zusammen mit Klaus Laczika künstlerischer Leiter des Festivals St. Florianer Brucknertage.
Seine Forschungsschwerpunkte sind die Musiktheorie Heinrich Schenkers sowie Studien zum Werk Anton Bruckners.

## Auszeichnungen
- 1998: 1. Preis beim Orgelwettbewerb der Fachakademie Bayreuth